# Edith Mathis
Edith Mathis   (Lucerna, 11 de febrer de 1938 - Salzburg, 9 de febrer de 2025) va ser una soprano suïssa.

## Biografia
Va estudiar a Lucerna i hi va debutar l'any 1956 amb La flauta màgica. A causa del seu agradable físic i la seua veu espurnejant, Edith Mathis prompte va ser una soprano lleugera molt sol·licitada.
Mozart seria una de les seues especialitats, incloent-hi entre les seues interpretacions el personatge de Cherubino de Les noces de Fígaro, Zerlina en Don Giovanni, Despina en Così fan tutte i Pamina en La flauta màgica. Altres papers que ha interpretat han estat Sophie i la Mariscala en Der Rosenkavalier, Agathe i Aennchen en Der Freischütz i Marzelline en Fidelio. Va cantar en l'estrena de Der Zerissene, de von Einem), Der Junge Lord, de (Henze) i Le Roi Berénger de Heinrich Sutermeister.
L'any 1988, cantà el rol d'Agathe d'El caçador furtiu de Carl Maria von Weber al Liceu de Barcelona i el 1990 el de la Mariscala d'El cavaller de la rosa, a Berna.
Des de 1991 Edith Mathis és professora d'interpretació de lieder i oratoris a la Universität für Musik und darstellende Kunst Wien («Universitat per a la música i les arts escèniques») a Viena. Ocasionalment, va impartir cursos en altres llocs del món. També va ser una excel·lent intèrpret d'oratoris, en particular cantates de Johann Sebastian Bach i lieds.

## Discografia
De la seua àmplia discografia, cal destacar:
- Bruckner: misses 1-3, amb Mathis, Schiml, Ochman, Ridderbusch; Stader, Hellman, Haefliger, Borg; Cor i Orquestra de la Radiodifusió Bavaresa, dirigits per Eugen Jochum (DG).
- Telemann: Der getreue Music-Meister, amb Mathis, Toepper, Haefliger, Unger, McDaniel, Cor Bach de Wuerzburg (DG).

A més, ha enregistrat cantates de Bach amb direcció de Karl Richter, entre les que cal esmentar:
- Cantata núm. 140, Wachet auf, ruft uns Die Stimme (Desperteu), amb Mathis, Schreier, Fischer-Dieskau, Cor i orquestra Bach de Múnic (Arxiv).
- Passió segons Sant Mateu, BWV 244, amb Mathis, J. Baker, P. Schreier, D. Fischer-Dieskau, M. Salminen, Cor de la catedral de Regensburg, Cor i Orquestra Bach de Múnic (Arxiv).

Finalment, poden esmentar-se els seus nombrosos enregistraments d'òperes de Mozart per a Philips, en particular les més infreqüents: Apollo et Hyacinthus, amb direcció de Leopold Hager (Integral d'obres de Mozart, vol. 26); Ascanio in Alba, amb direcció de Leopold Hager (Integral d'obres de Mozart, vol. 30); Il sogno di Scipione, amb direcció de Leopold Hager (Integral d'obres de Mozart, vol. 31); Lucio Silla, amb direcció de Leopold Hager (Integral d'obres de Mozart, vol. 32) i Zaide, amb direcció de Bernhard Klee (Integral d'obres de Mozart, vol. 36).